# Zonosaurus subunicolor
Zonosaurus subunicolor är en ödleart som beskrevs av den tyske zoologen Oskar Boettger 1881. Zonosaurus subunicolor ingår i släktet Zonosaurus, och familjen sköldödlor. IUCN kategoriserar arten globalt som starkt hotad. Inga underarter finns listade.

## Utbredning
Zonosaurus subunicolor förekommer endemiskt på Madagaskar, där den finns på den nordvästra och norra delen av huvudön och några öar utanför kusten.